# Lille Søslange
Lille Søslange el. Lille Havslange (Hydrus) er et stjernebillede på den sydlige himmelkugle.